# 加卢斯
加卢斯（Trebonianus Gallus，206年—253年），罗马帝国皇帝，251年-253年在位。

## 生平
251年，哥特人越过多瑙河侵入罗马帝国，皇帝德西乌斯出兵征讨。同时，他把自己的儿子赫伦尼乌斯立为共治的皇帝。
但是251年6月，发生了阿伯里图斯战役，哥特人在其国王尼瓦的指挥下，打败了罗马的军队，德西乌斯和赫伦尼乌斯都在战斗中阵亡。

### 罗马皇帝
罗马的军队以及一部分元老拥立将领加卢斯为帝。而罗马城内，由于元老院和罗马民众拥戴德西乌斯，所以立了他的儿子，只有十几岁的霍斯蒂利安为皇帝。由于这个原因，罗马又出现了两个皇帝，面临内战的危险。但是，当时意大利瘟疫流行，霍斯蒂利安很快因染疾而死。从而加卢斯顺利即位。
加卢斯即位后，把他自己的儿子沃鲁西安努斯提名为自己的共立的皇帝。同时，为了展示自己的能力，加卢斯迅速处理了瘟疫，为死者举行了葬礼。
德西乌斯死于对哥特人的战争，为了解决哥特人问题，加卢斯向哥特人支付贡金，这可能是罗马帝国第一次向蛮族支付贡金。而波斯帝国的沙普尔一世也入侵叙利亚行省。而罗马帝国方面完全没能进行抵抗。

### 死亡
加卢斯的对外委曲求全，引起了军队的极大不满，在默西亚和潘诺尼亚的将领埃米利安努斯率领军队打败哥特人，将其赶过多瑙河，同时截取了加卢斯支付给哥特人的贡金，用于赏赐自己的部下。于是默西亚的军队拥立埃米利安努斯为皇帝。埃米利安努斯率军打回意大利，加卢斯匆忙应战，结果，加卢斯尚未能够面对埃米利安努斯，便被自己的部下所暗杀。一同被杀的，还有他的儿子沃鲁西安努斯。